# کیم رودنباو
کیم رودنباو (به انگلیسی: Kim Rhodenbaugh) (زادهٔ ۲۶ مارس ۱۹۶۶) شناگر اهل ایالات متحده آمریکا است.